# 22. travnja
22. travnja (22. 4.) 112. je dan godine po gregorijanskom kalendaru (113. u prijestupnoj godini).
Do kraja godine imaju još 253 dana.

## Događaji
- 1501. – Marko Marulić završio Juditu.
- 1836. – Američki Kongres odobrio je kovanje dva centa, prve američke kovanice koja je nosila riječi "In God We Trust".
- 1913. – Boljševičke novine Pravda prvi su put objavljene u Sankt Peterburgu u Rusiji
- 1915. – Klor je korišten kao kemijsko oružje u drugoj bitki kod Ypresa, što je bila prva dalekosežna uporaba otrovnog plina u Prvom svjetskom ratu.
- 1930. – Potpisan je Londonski pomorski sporazum kojim se reguliralo podmorničko ratovanje i ograničila brodogradnja.
- 1945. – Zatočenici Koncentracijskog logora Jasenovac odlučili su se na proboj iz logora.
- 1990. –  Održani su prvi višestranački izbori u tadašnjoj Socijalističkoj Republici Hrvatskoj. –
- 1993. – U Zagrebu je osnovana Informativna katolička agencija.

| - 1451. – Izabela I. Kastiljska, kastiljska kraljica († 1504.) - 1724. – Immanuel Kant, njemački filozof († 1804.) - 1845. – Isidor Kršnjavi, hrvatski slikar, kulturni i javni djelatnik († 1927.) - 1870. – Vladimir Iljič Uljanov Lenjin, sovjetski revolucionar, državnik, pisac; osnivač komunizma i Sovjetskoga Saveza († 1924.) - 1904. – Robert Oppenheimer, američki fizičar († 1967.) - 1923. – Aaron Spelling, američki producent, pisac i glumac († 2006.) - 1949. – Miodrag Krivokapić, srpski glumac - 1956. – Jukka-Pekka Saraste, finski dirigent i violinist - 1982. – Maja Katić, hrvatska glumica | - 296. – Kajo, papa (* ?) - 1616. – Miguel de Cervantes, španjolski pisac (* 1547.) - 1833. – Richard Trevithick, engleski izumitelj i istraživač (* 1771.) - 1933. – Henry Royce, engleski proizvođač automobila (* 1863.) - 1945. – Käthe Kollwitz, njemačka likovna umjetnica (* 1867.) - 1980. – Fritz Strassmann, njemački fizičar i kemičar (* 1902.) - 1984. – Ansel Adams, američki fotograf (* 1902.) - 1989. – Emilio Segrè, talijanski fizičar i dobitnik Nobelove nagrade (* 1905.) - 1994. – Richard Nixon, 37. predsjednik SAD-a (* 1913.) |

## Blagdani i spomendani
- Dan planeta Zemlje
- Dan hrvatske knjige u Hrvatskoj